# Lucius Statilius
Lucius Statilius († 5. Dezember 63 v. Chr. in Rom) war ein römischer Ritter und Mitglied der Catilinarischen Verschwörung. Er wurde zusammen mit vier anderen Verschwörern am 5. Dezember 63 v. Chr. zum Tode verurteilt und hingerichtet. 

## Leben
Statilius entstammte dem Ritterstand, dem nach dem Senatorenstand zweithöchsten Stand in der Römischen Republik. Laut Marcus Tullius Cicero schrieb er Anfang Dezember 63 v. Chr. einen Brief an die Angehörigen des keltischen Stammes der Allobroger, in dem er diese bat, Lucius Sergius Catilina zu unterstützen. Titus Volturcius, der diese Briefe überbringen sollte, wurde in der Nacht auf den 3. Dezember auf der Milvischen Brücke durch zwei Prätoren festgenommen. Die Briefe wurden Cicero übergeben, der daraufhin Statilius zusammen mit anderen Verschwörern, die ebenfalls Briefe an die Allobroger geschrieben hatten, zu sich holen ließ. Er wurde festgenommen und noch am selben Tag vor dem Senat verhört. Er gestand, den Brief verfasst zu haben. Am 5. Dezember entschied der Senat nach einer hitzigen Debatte, dass die verhafteten Verschwörer – also auch Statilius – den Tod verdient hätten. Die Hinrichtung wurde noch am selben Tag im Tullianum vollstreckt.